# Port lotniczy Gorontalo-Jalaluddin
Port lotniczy Gorontalo-Jalaluddin (IATA: GTO, ICAO: WAMG) – port lotniczy położony niedaleko miasta Gorontalo, w prowincji Gorontalo, na wyspie Celebes, w Indonezji.